# 札幌南環状道路
札幌南環状道路（さっぽろみなみかんじょうどうろ）は、札幌市都心部の交通混雑緩和と、周辺市町村との広域的な交通体系作りを目的に計画された地域高規格道路候補路線である。
北海道開発局公式HP上の「平成20年度 道路事業の概要」「地域高規格道路の整備状況」によると、札幌市を起点、北広島市を終点としていた。
2023年6月20日に「札幌環状型高速交通体系整備を考える会」が開かれ、その中で構想がまとめられた。札樽自動車道札幌西ICの西側にJCTを新設し、途中、宮の森、藻岩、真駒内、福住の4カ所にICを設け、道央自動車道大谷地ICに接続する片側2車線の高架道路が想定されている。